# コンスタンティヌスの公衆浴場

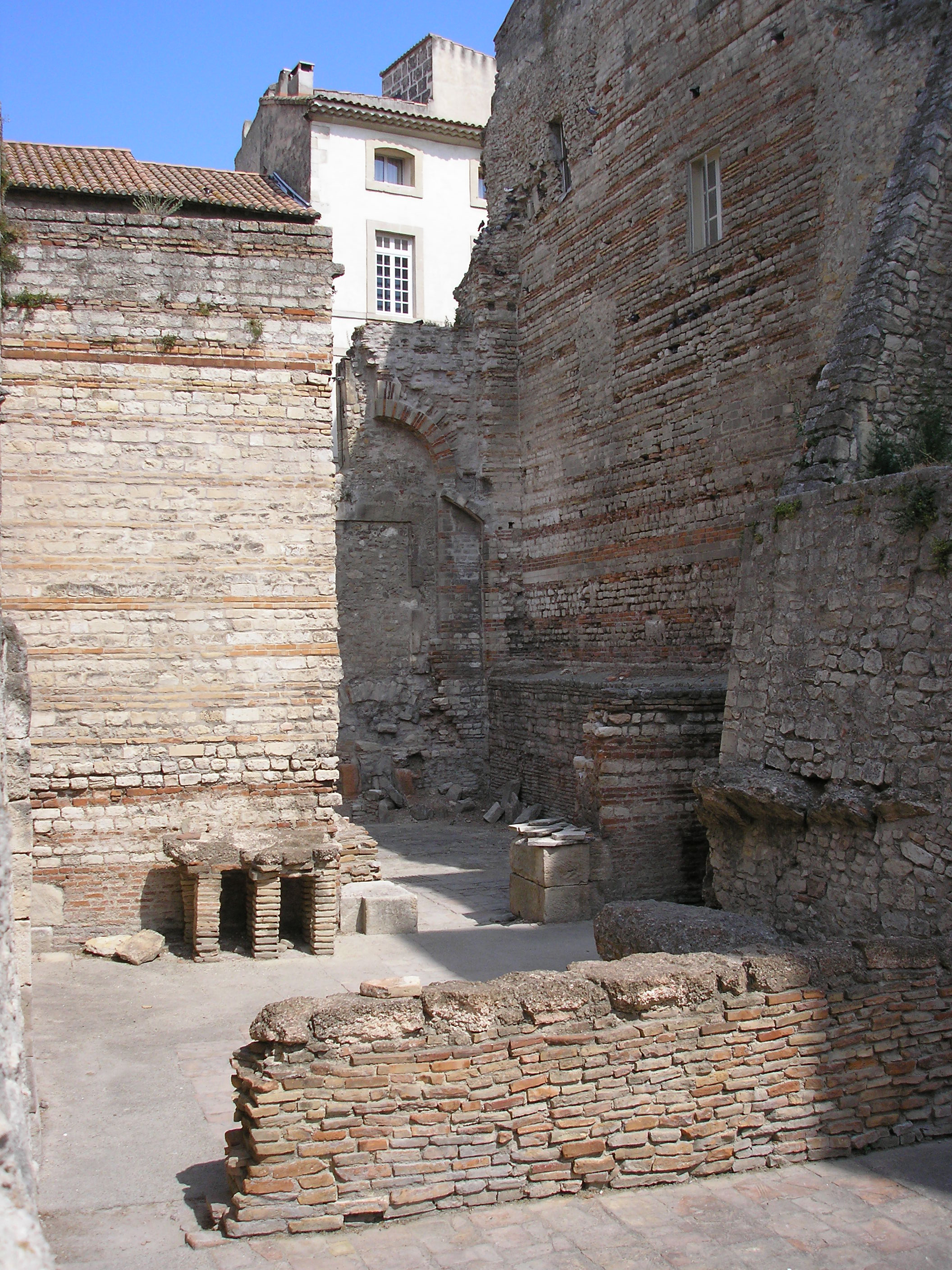

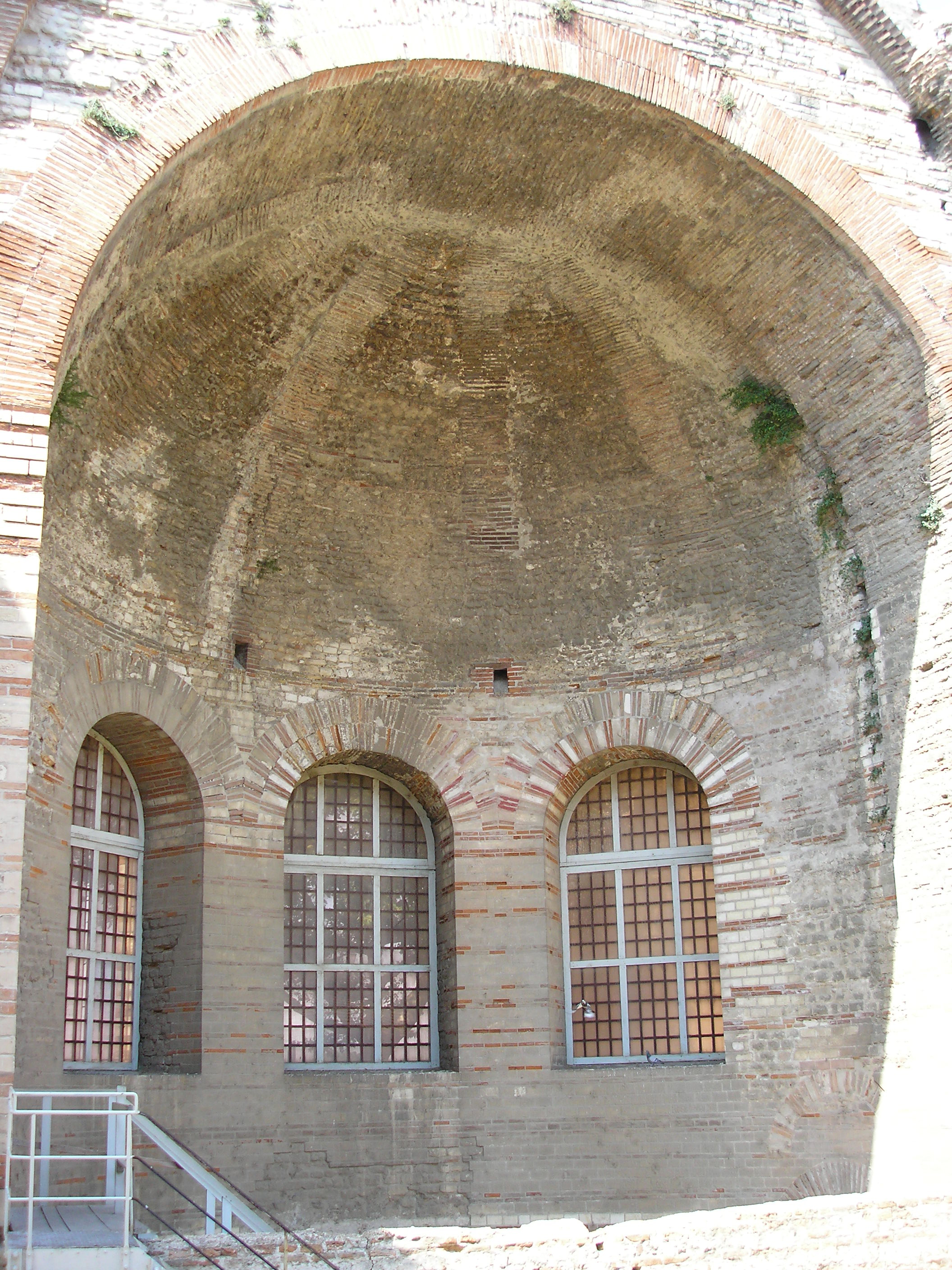

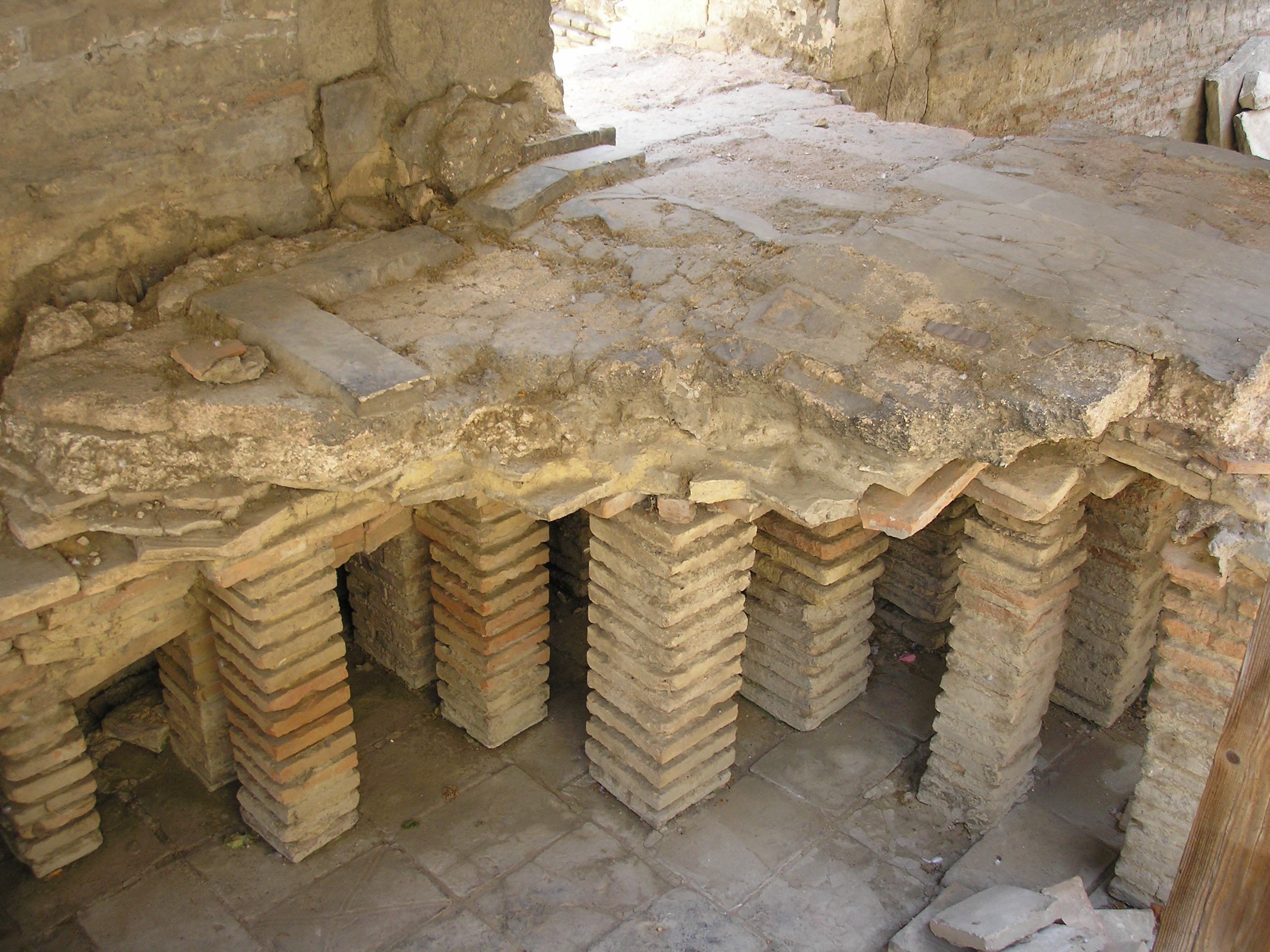

コンスタンティヌスの公衆浴場は、南フランスの古都アルルに現存する古代ローマ時代の公衆浴場跡。4世紀にローマ皇帝コンスタンティヌス1世がアレラーテ（現在のアルル）に逗留していた際に建造されたものである。トルイユ公衆浴場 (Thermes de la Trouille) とも呼ばれる。
元々は宮殿、体操場、水風呂（フリジダリウム）、ぬるま湯風呂（テピダリウム）、熱湯風呂（カルダリウム）、サウナ風呂、プールなどが設置されていた大浴場であったが、現存するのはぬるま湯風呂、熱湯風呂、サウナ風呂、およびそれらの後部に設置されていた半円状のプールの遺構だけである。それらは、19世紀になって発掘されたが、その時には古代ローマ時代の宮殿跡と認識されていた。
現在は、「コンスタンティヌスの公衆浴場」の名で、世界遺産「アルルのローマ遺跡とロマネスク様式建造物群」の一部として登録されている。